# Scorpaena inermis
Scorpaena inermis behoort tot het geslacht Scorpaena van de familie van schorpioenvissen. Deze soort komt voor in het westen van de Atlantische Oceaan van Florida de Bahama's, en Yucatan tot Curaçao en waarschijnlijk het noorden van Zuid-Amerika op diepten van 1 tot 73 m. De vis kan een lengte bereiken tot 11 cm.